# بخش پیتالوفسکی
بخش پیتالوفسکی (به لاتین: Pytalovsky District) یک منطقهٔ مسکونی در روسیه است که در استان پسکوف واقع شده‌است.